# أحمد أباد (تشناران)
أحمد أباد (بالفارسية: احمدآباد) هي مستوطنة تقع في قسم غلمكان الريفي (مقاطعة تشناران) في إيران. يقدر عدد سكانها بـ 505 نسمة .